# روجر روس وليامز
روجر روس وليامز (بالإنجليزية: Roger Ross Williams)‏ هو مخرج أمريكي، ولد في 13 أبريل 1973 في كارولاينا الجنوبية في الولايات المتحدة.

## وصلات خارجية
- روجر روس وليامز على موقع IMDb (الإنجليزية)
- روجر روس وليامز على موقع ألو سيني (الفرنسية)
- روجر روس وليامز على موقع أول موفي (الإنجليزية)
- روجر روس وليامز على موقع قاعدة بيانات الفيلم (الإنجليزية)
- روجر روس وليامز على موقع كينوبويسك (الروسية)